# Vanesa Amorós
Vanesa Amorós Quiles, née le 7 décembre 1982 à Elche, est une ex-handballeuse espagnole évoluant au poste d’ailière gauche et qui a fini sa carrière dans le club de Mecalia Atlético Guardés. En club, elle portait le numéro 3.
Elle évoluait également en équipe d'Espagne avec laquelle elle a été médaillée de bronze du championnat du monde 2011, puis aux Jeux olympiques d'été de 2012 à Londres.

## Palmarès

### Équipe nationale
- Médaillée de bronze au Championnat du monde de handball féminin 2011 au Brésil
- Médaillée de bronze aux Jeux olympiques d'été de 2012 à Londres ( Royaume-Uni)